# Raivydas Stanys
Raivydas Stanys (ur. 3 lutego 1987) – litewski lekkoatleta specjalizujący się w skoku wzwyż.
Odpadł w eliminacjach juniorskich mistrzostw świata w Pekinie (2006). W 2009 nie udało mu się awansować do finału halowych mistrzostw Europy oraz był ósmy na młodzieżowych mistrzostwach Europy. Piąty zawodnik uniwersjady w Shenzhen (2011), na mistrzostwach świata w Daegu (2011) odpadł w eliminacjach. W 2012 został wicemistrzem Europy oraz nie awansował do finału igrzysk olimpijskich w Londynie.
Medalista mistrzostw Litwy oraz reprezentant kraju w meczach międzypaństwowych, pucharze Europy i drużynowych mistrzostwach Europy.
Rekordy życiowe: stadion – 2,31 (29 czerwca 2012, Helsinki); hala – 2,28 (31 stycznia 2015, Wilno) – rekord Litwy.

## Osiągnięcia
| Rok  | Impreza                               | Miejsce   | Lokata            | Wynik |
| ---- | ------------------------------------- | --------- | ----------------- | ----- |
| 2006 | Mistrzostwa świata juniorów           | Pekin     | el. – 20. miejsce | 2,10  |
| 2007 | Młodzieżowe mistrzostwa Europy        | Debreczyn | –                 | NH    |
| 2008 | II liga pucharu Europy                | Tallinn   | 2. miejsce        | 2,13  |
| 2009 | Halowe mistrzostwa Europy             | Turyn     | el. – 25. miejsce | 2,17  |
| 2009 | Młodzieżowe mistrzostwa Europy        | Kowno     | 8. miejsce        | 2,21  |
| 2011 | II liga drużynowych mistrzostw Europy | Nowy Sad  | 2. miejsce        | 2,18  |
| 2011 | Uniwersjada                           | Shenzhen  | 5. miejsce        | 2,24  |
| 2011 | Mistrzostwa świata                    | Daegu     | el. – 20. miejsce | 2,25  |
| 2012 | Mistrzostwa Europy                    | Helsinki  | 2. miejsce        | 2,31  |
| 2012 | Igrzyska olimpijskie                  | Londyn    | el. – 27. miejsce | 2,16  |
| 2013 | Uniwersjada                           | Kazań     | 7. miejsce        | 2,20  |
| 2014 | Mistrzostwa Europy                    | Zurych    | –                 | NH    |
| 2015 | Halowe mistrzostwa Europy             | Praga     | el. – 20. miejsce | 2,19  |
| 2015 | I liga drużynowych mistrzostw Europy  | Heraklion | 4. miejsce        | 2,24  |
| 2015 | Uniwersjada                           | Gwangju   | 4. miejsce        | 2,24  |
| 2015 | Mistrzostwa świata                    | Pekin     | el. –             | NH    |
| 2016 | Mistrzostwa Europy                    | Amsterdam | el. – 17. miejsce | 2,23  |
| 2017 | Halowe mistrzostwa Europy             | Belgrad   | el. – 15. miejsce | 2,16  |